# Kagylóspirál
A kagylóspirál matematikai térgörbe, háromdimenziós spirál. A hengerkoordináta-rendszerben az alábbi paraméteres egyenletrendszer írja le:
{\displaystyle r=\mu ^{t}a}
{\displaystyle \theta =t}
{\displaystyle z=\mu ^{t}c.}
A kagylóspirál (r, θ) síkon való vetülete logaritmikus spirál.

## Külső hivatkozások
- Weisstein, Eric W.: Concho-Spiral (angol nyelven). Wolfram MathWorld